# 米海洛-茹科韋
48°1′53″N 31°25′0″E / 48.03139°N 31.41667°E
米海洛-茹科韋（烏克蘭語：Михайло-Жукове），是烏克蘭南部的村莊，隸屬尼古拉耶夫州的沃茲涅先斯克區。該村面積1.3平方公里，海拔高度159米，2001年人口445，人口密度每平方公里342.3人。